# Lindsay Pryor
Lindsay Dixon Pryor (Moonta, Australia, 26 de octubre de 1915-17 de agosto de 1998) fue un botánico australiano, destacado por su obra en la taxonomía de Eucalyptus y su participación en el diseño paisajístico de Canberra, incluyendo la fundación de los Jardines Botánicos Nacionales de Australia.

## Biografía
Nace en Moonta, Australia del Sur; concurre al "Colegio Norwood High" y a la Universidad de Adelaida y más tarde estudia en la "Escuela Forestal Australiana de Canberra". Su padre deseaba profundamente que siguiera la carrera forestal, y ya Pryor decía quererlo a los 12 años. Se gradúa de BSc en 1935 y es galardonado con un Diploma Forestal en 1936. Ese mismo año oposita y gana un puesto de Asistente Forestal en el Territorio de la Capital Australiana (ACT), operando bajo Charles Lane Poole. En ese cargo estudia la flora nativa del Territorio de la Capital Australiana y en 1939 recibe su MSc de la Universidad de Adelaida por su obra.
Se casa en 1938, teniendo con su esposa Wilma cuatro hijos - Elizabeth, Anthony, Geoffrey, y Helen.
En 1939, Pryor es promovido a Oficial Asistente de Investigación en la "Oficina Forestal y Maderera" y luego asciende a Forstador Actuante, en 1940. Siguió así en la ACT hasta llegar, por oposición a Director de Parques y Jardines en 1944. Continuó la tarea técnica de Charles Weston, eligiendo y propagando especies nativas y exóticss para ampliar el rango de vegetación en el creciente aumento de la urbanización de Canberra. Continuó desarrollándose en el "Invernáculo Yarralumla, y en la arquitectura paisajística de la ciudad; algunos de sus mayores proyectos son: Parque Commonwealth, Parque Griffith y Telopea Park, Westbourne Woods y los jardines de la Universidad Nacional de Australia. De 1945 a 1958 se involucra en la planificación y establecimiento de los Jardines Botánicos Nacionales de Australia", incluyendo los principales en Acton y sus Anexos en la Bahía Jervis y el Anexo Alpino en el Monte Gingera, que finalmente se abandona.
Durante su tiempo de Director de Parques y Jardines, también inicia investigaciones sobre Eucalyptus. Publica en 1958 bajo control de la Universidad de Adelaida, siendo galardonado con un título de Doctor en Ciencias por esa obra de "Genética de Eucalyptus", en junio de 1958. Y su libro de 1971 , Una Clasificación de Eucalyptus, en coautoría con Lawrie Johnson fue una importante contribución a la taxonomía del Eucalyptus.
El 1 de enero de 1958, es profesor, tras opositar y ganar la "Foundation Chair" del "Departamento de Botánica" de Canberra University College. Luego se va a la Universidad Nacional de Australia", cuando la UCU se incorpora con la Escuela de Estudios Generales a dicha institución. El 30 de septiembre de 1960, es el primero en concursar por las cátedras de Física, Química, Botánica, Zoología y Geología en la ANU. Durante su tiempo en la Universidad, viaja a más de 20 países sobre forestación a través de la FAO, también supervisa a los gobiernos australianos y a manufacturadores. Se retira en 1976, pero permanece en la ANU en diversos cargos honorarios hasta 1990.

## Obra
- Trees in Canberra. 1962

- A classification of the eucalypts, con LAS Johnson, 102 p. 1971, ISBN 0-7081-0563-7

- The biology of eucalypts, 1976, ISBN 0-7131-2542-X

- Australian endangered species: Eucalypts con JD Briggs, 1981, ISBN 0-642-89679-8

- Growing & breeding poplar in Australia con RR Willing, 1982, ISBN 0-9592751-0-X

- Ecological Mismanagement in Natural Disasters. Commission on Ecology papers 2. Environmentalist: Supplement 2. Reimpreso de Internat. Union for Conservation of Nature and Natural Res. 14 p. 1982

- Trees & shrubs in Canberra con JCG Banks, 2ª ed. 319 p. 2001, ISBN ISBN|1863151842

## Honores
Fue miembro del primer Comité de Supervisión de los Jardines Botánicos Nacionales Australianos en los 1980s, y en 1983 es hecho Oficial de la Orden de Australia por sus contribuciones a la Botánica. También fue miembro del "Instituto Australiano de Arquitectos Paisajistas, la Academia Australiana de Ciencias, Tecnologías e Ingenierías, y en el Instituto de Forestadores de Australia, y miembro de IUCN en su Comisión de Ecología.
En 1995 los "Amigos de la ANBG" colocan una placa en su honor al pie de un Eucalyptus pryoriana . Póstumamente fue honrado por el Gobierno de ACT; un Arboretum se llama en su honor, el Lindsay Pryor National Arboretum, está planeado extender en significativas extensiones en 2007 y adelante. Una gran colección de historias orales creada por Pryor es atendida en la Biblioteca Nacional de Australia. Sus contribuciones al desarrollo de Canberra se dan muy detalladamente en 'A Pryor commitment: Canberra's public landscape 1944-1958', y en la tesis de MSc de Bernadette Hince.

### Eponimia
- (Myrtaceae) Eucalyptus pryoriana L.A.S.Johnson[6]

- (Orchidaceae) Cypripedium × pryorianum Hort. ex Will.[7]

- La abreviatura «L.D.Pryor» se emplea para indicar a Lindsay Pryor como autoridad en la descripción y clasificación científica de los vegetales.[8]